# Fernando Lindez
Fernando Maria Gimenez-Guervòs Lindez (Madrid, 16 marzo 2000) è un attore e modello spagnolo. È noto al pubblico per aver interpretato il ruolo di Alejandro Beltrán in Skam España.

## Biografia
Fernando Maria Gimenez-Guervòs Lindez è nato a Madrid ed è stato scoperto dal suo agente tramite Instagram. Ha viaggiato a Londra, Parigi, New York e Milano come modello per Gucci, Pull and Bear, Louis Vuitton, Prada e Versace. Debutta per la prima volta in televisione nel 2018 con Skam España nel ruolo di Alejandro Beltrán, continuando la sua carriera di modello. Nel 2019, è apparso nel video musicale Nada Sale Mal della cantante Aitana. Nel 2022 è stato annunciato che sarebbe stato uno dei protagonisti della serie  Escándalo: Relato de una obsesión insieme all'attrice Alexandra Jiménez. Nel 2023 è entrato a far parte del cast della settima e dell’ottava stagione di Élite su Netflix.

## Filmografia

### Televisione
- Skam España – serie TV, 30 episodi (2018-2020)
- Escándalo - Storia di un'ossessione (Escándalo: Relato de una obsesión) – serie TV, 8 episodi (2023)
- Élite – serie TV, 16 episodi (2023-2024)

## Doppiatori italiani
Nelle versioni in italiano delle opere in cui ha recitato, Fernando Lindez è stato doppiato da:
- Andrea Di Maggio in Escándalo - Storia di un'ossessione
- Tito Marteddu in Élite